# Pherbellia pallipes
Pherbellia pallipes är en tvåvingeart som först beskrevs av Müller 1924.  Pherbellia pallipes ingår i släktet Pherbellia och familjen kärrflugor.
Artens utbredningsområde är Tyskland. Inga underarter finns listade i Catalogue of Life.